# 2-я резервная авиационная группа
2-я резервная авиационная группа — воинское соединение вооружённых сил СССР в Великой Отечественной войне.

## История
Начала формирование согласно приказу Наркома обороны от 21 августа 1941 года, как и другие резервные авиагруппы — для усиления ВВС на важнейших направлениях фронтов, находясь в подчинении Ставки Главнокомандования. Формировалась в районе Череповца, первоначально в состав группы вошли 31-й и 434-й истребительные полки, 217-й штурмовой и 138-й бомбардировочные полки. В дальнейшем состав группы неоднократно менялся.
В составе действующей армии с 23 августа 1941 года по 31 июля 1942 года.
В конце августа 1941 года направлена в район севернее Новгорода, где поступила в распоряжение 52-й армии и приступила к боевым действиям.
В сентябре — октябре 1941 года действует в подчинении 4-й армии в районе Кириши, с октября 1941 года действует в ходе Тихвинских оборонительной и наступательной операциях, в 1942 году участвует в Любанской операции.
В августе 1942 года переформирована на Волховском фронте в 278-ю истребительную авиационную дивизию

## Подчинение
| Дата            | Фронт (округ)                                              | Армия                          | Корпус         | Примечания                                                           |
| --------------- | ---------------------------------------------------------- | ------------------------------ | -------------- | -------------------------------------------------------------------- |
| 01.09.1941 года | Ставка ВГК                                                 | Дальнебомбардировочная авиация | -              | 179, 198 (до 01.09.1941), 199 (до 01.09.1941), 283, 434 иап, 138 бап |
| 01.10.1941 года | -                                                          | 4-я отдельная армия            | -              | 283, 434, 563 иап, 138 бап, 504 шап                                  |
| 01.11.1941 года | Ленинградский фронт                                        | -                              | -              | 283, 434, 515 иап, 138 бап, 504, ?-й шап                             |
| 01.12.1941 года | Ленинградский фронт                                        | -                              | -              | 283, 434 иап, 138 бап, ?-й бап, 504, ?-й шап                         |
| 01.01.1942 года | Волховский фронт                                           | -                              | -              | 138 бап, 283, 434, 515 иап, 504 шап,                                 |
| 01.02.1942 года | Волховский фронт                                           | 59-я армия                     | ВВС 59-й армии | 283, 434, 515, 520 иап                                               |
| 01.03.1942 года | Волховский фронт                                           | 59-я армия                     | ВВС 59-й армии | 19, 41, 434, 520 иап, 10 бап                                         |
| 01.04.1942 года | Волховский фронт                                           | -                              | -              | 3 гв., 19, 41, 520 иап, 10, 121 бап                                  |
| 01.05.1942 года | Ленинградский фронт (Группа войск Волховского направления) | -                              | -              | 3 гв., 41 иап, 10 бап                                                |
| 01.06.1942 года | Ленинградский фронт (Волховская группа войск)              | -                              | -              | 3 гв., 41 иап, 10 бап                                                |
| 01.06.1942 года | Волховский фронт                                           | -                              | -              | 3 гв., 41 иап, 10 бап                                                |

## Командиры
| Звание    | Имя                        | Период                  | Примечание |
| --------- | -------------------------- | ----------------------- | ---------- |
| Полковник | Холзаков Евгений Яковлевич | 28.08.1941 — 03.09.1941 |            |
| Полковник | Туренко Евгений Георгиевич | 03.09.1941 — 31.07.1942 |            |

## Участие в операциях и битвах
- Тихвинская оборонительная операция — с 16 октября 1941 года по 30 декабря 1941 года.
- Тихвинская наступательная операция — с 10 ноября 1941 года по 30 декабря 1941 года.
- Любанская наступательная операция — с 13 января 1942 года по 30 апреля 1942 года.